# Јелена Аргир
Хелена Аргир или Аргиропоулаина (груз. ელენე, елене) (умрла око 1033) била је византијска племкиња из породице Аргир и краљица Грузија као прва жена краља Баграта IV Багратида. Удао је стриц, византијски цар Роман III Аргир, за дечака краља Баграта IV 1032. Хелена је умрла у року од годину дана, без потомства. 

## Породица
Хелена је била ћерка магистра Василија Аргира и, дакле, братаница цара Романа III Аргира.  Удаја Хелене за краља Баграта IV, тада старом око 14 година, уговорена је као део мировног споразума о којем се преговарало, в. 1032, од стране Багратове мајке и намеснице Мариам током њене посете Цариграду, чиме је окончано избијање византијско-грузијских непријатељстава.  Хеленина породица била је добро позната грузијским вођама; Краљица Маријам је била ћерка јерменског монарха Јована-Сенекерима, последњег краља Васпуракана, који је предао своје наследство цару Василију II. Први византијски гувернер Васпуракана био је Василије Аргир, Хеленин отац. 

## Брак
Краљица Маријам се вратила у Грузију са невестом и високим царским достојанством куропалата за свог сина. Венчање је прослављено у цркви Бана, једној од главних краљевских цркава грузијских Багратида, која је такође служила као место за крунисање краља Баграта IV 1027.  Брак је вероватно тема фреске из 1036. године из манастира Ошки, која приказује краљевски догађај у Бани. 
Према грузијској историјској традицији, Јелена је у мираз донела „један од ексера Господа Исуса Христа, икону Оконе и велико богатство“.  Поред тога, у Грузију су је пратили бројни византијски уметници и занатлије.  Грузијска племићка породица Гарсеванишвили је касније тврдила да потиче од Хелениног певача и имала је привилегију да служи као наследни чувари иконе Оконе.  Ова византијска икона Богородице од слоноваче, након богате историје, нашла је своје пребивалиште у Музеју уметности Грузије у Тбилисију 2004. године. Хелена је заслужна и за улепшавање цркве Горди у Мингрелији.  
Хелена је умрла у року од годину дана након удаје у граду Кутаиси, без потомства. Сва деца краља Баграта IV рођена су из његовог другог брака са аланском принцезом Бореном. Хеленином смрћу прекинуто је кратко зближавање грузијских Багратида и византијског двора и односи су убрзо поново постали нестабилни. 